# Арцона-Пицини (Вибо Валенција)
Арцона-Пицини је насеље у Италији у округу Вибо Валенција, региону Калабрија.
Према процени из 2011. у насељу је живело 558 становника. Насеље се налази на надморској висини од 487 м.